# دونگهوا

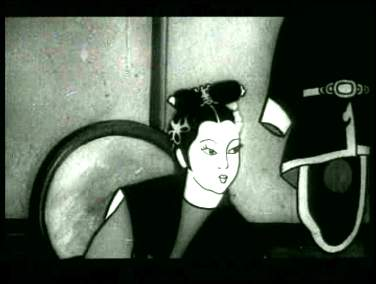
بخش‌هایی از دونگهوا ساخته شده در چین

دونگهوا (چینی ساده‌شده: 动画; چینی سنتی: 動畫; پین‌یین: dònghuà) و به انگلیسی، donghua به انیمیشن ساخته شده در کشور چین گفته می‌شود.

## تاریخچه
تاریخچه انیمیشن‌های متحرک در چین از سال ۱۹۱۸ زمانی آغاز شد که یک قطعه انیمیشن از ایالات متحده با عنوان Out of the Inkwell به شانگهای وارد شد. کلیپ‌های کارتونی برای اولین بار در تبلیغات محصولات داخلی استفاده شد. اگرچه صنعت انیمیشن تا زمان ورود برادران وان در سال ۱۹۲۶ آغاز نشد. برادران وان اولین انیمیشن چینی با صدا را با نام The Mel's Dance در سال ۱۹۳۵ تولید کردند. اولین انیمیشن بلند قابل توجه پرنسس آیرون فن در سال ۱۹۴۱ بود. پرنسس آیرون فان اولین انیمیشن بلند آسیایی بود و تأثیر زیادی بر انیمیشن‌های موموتارو ژاپنی در زمان جنگ و بعداً روی اوسامو تزوکا گذاشت. چین تا اواسط دهه ۱۹۶۰ نسبتاً همگام با سایر نقاط جهان بود، انیمیشن سینمایی ویرانی در بهشت برادران وان جوایز بین‌المللی زیادی را به دست آوردند.
عصر طلایی انیمیشن چین پس از شروع انقلاب فرهنگی در سال ۱۹۶۶ درحال فروپاشیدن بود بسیاری از انیماتورها مجبور به ترک کار شدند. بدرفتاری گارد سرخ کار آنها را تهدید می‌کرد. انیمیشن‌های باقی مانده بیشتر جنبه تبلیغاتی داشتند. در دهه ۱۹۸۰، ژاپن به عنوان غول صنعت انیمیشن آسیای شرقی نمایان شد و صنعت چین را از نظر شهرت و بهره‌وری عقب ماند.
در سال ۲۰۰۴، مجموعه کارتونی بز دلپذیر و گرگ بزرگ یک کارتون شبیه کایوت و جاده‌رانر، در چین به موفقیت بزرگی دست یافت. بز دلپذیر و دوستان بزش به نمادهای فرهنگی چین و ابزار قدرتمند قدرت نرم در روابط خارجی تبدیل شدند و به روند جهانی شدن کمک کردند. این نمایش نه تنها در میان کودکان بلکه به طرز شگفت‌انگیزی در میان بزرگسالان نیز محبوب بود. اگرچه در مورد خشونت بیش از حد بحث و جدل وجود داشت، اما در طول سانسور خشونت و پورنوگرافی در چین ممنوع شد.

## اصطلاح‌شناسی
انیمیشن‌های چینی امروزی را می‌توان به بهترین شکل در دو دسته توصیف کرد. نوع اول «انیمیشن‌های متعارف» هستند که توسط شرکت‌های دارای منابع مالی خوب به تولید می‌رسند. این محتوا در امتداد خطوط کارتون‌های دو بعدی سنتی یا فیلم‌های متحرک سه بعدی مدرن قرار می‌گیرد که از طریق سینما، دی‌وی‌دی یا پخش تلویزیونی پخش می‌شوند. این قالب را می‌توان به عنوان یک صنعت احیاگر با فناوری پیشرفته رایانه و نیروی کار کم هزینه خلاصه کرد.
نوع دوم «وبتون‌هایی» هستند که توسط شرکت‌ها یا گاهی اوقات فقط افراد ساخته می‌شوند. این محتواها عموماً به انیمیشن‌های فلش معروف اند که از آماتور گرفته تا کیفیت بالا را شامل می‌شوند و به صورت عمومی در وب‌سایت‌های مختلف میزبانی می‌شوند. در حالی که جامعه جهانی همیشه موفقیت صنعت را با فروش باکس آفیس ارزیابی کرده است. این فرمت را نمی‌توان انکار کرد که تنها در کشور چین تعداد بازدیدها در میان جمعیت ۱٫۳ میلیارد نفری اندازه‌گیری می‌شود. مهم‌تر از همه، آزادی بیان بیشتری را در کنار تبلیغات بالقوه فراهم می‌کند.